# Omphaletis spodochroa
Omphaletis spodochroa là một loài bướm đêm trong họ Noctuidae.